# Léa Curinier
Léa Curinier (* 21. April 2001 in Valence) ist eine französische Radrennfahrerin.

## Sportlicher Werdegang
Noch als Juniorin war Curinier in verschiedenen Radsportdisziplinen aktiv. Im Cyclocross nahm sie bis zur Saison 2019/2020 am Weltcup und an internationalen Meisterschaften teil. Auf der Straße war sie Mitglied der Nationalmannschaft, 2019 wurde sie französische Junioren-Meisterin im Straßenrennen. 
Mit dem Wechsel in die U23 wurde Curinier 2020 Mitglied im Team Arkéa und konzentrierte sich auf den Straßenradsport. Mit dem Team wurde sie 2021 Zweite der Nachwuchswertung bei der Thüringen Ladies Tour. Zur Saison 2022 wechselte sie in die UCI Women’s WorldTour zum Team DSM. Bei den Dwars door de Westhoek wurde sie beim Dreifacherfolg ihres Teams Zweite und verpasste noch ihren ersten Sieg als Radprofi. Zudem gewann sie die Nachwuchswertung der Baloise Ladies Tour. 
Nach zwei Jahren beim Team DSM wechselte Curinier zur Saison 2024 erneut das Team und wurde Mitglied bei FDJ-Suez. 

## Erfolge
2019
- Französische Meisterin – Straßenrennen (Junioren)

2023
- Nachwuchswertung Baloise Ladies Tour